# Diego González
Diego González Polanco (Chiclana de la Frontera, 28 januari 1995) is een Spaans voetballer die doorgaans als centrale verdediger speelt. Hij verruilde Sevilla in augustus 2017 voor Málaga CF.

## Clubcarrière
González komt uit de jeugd van Cádiz CF. Die club verhuurde hem in januari 2015 aan Granada CF B. In de zomer werd de centrumverdediger verkocht aan Sevilla, waar hij aansloot bij het tweede elftal. Op 8 mei 2016 debuteerde hij in de Primera División tegen Granada. Hij viel na 73 minuten in en maakte meteen zijn eerste doelpunt voor de club.